# 강익하
강익하(康益夏, 1896년 ~ ?)는 한국의 기업인으로, 한국 최초의 민간보험인 대한생명의 창업자이며, 김구의 제자이다.

## 생애
1907년 강익하는 11살로, 김구가 치하포 사건으로 수감 중에 탈옥여 농촌계몽운동에 앞장서던 때에 처음 만났다. 당시 김구는 재령에서 보강학교를 설립하여 학생들을 가르쳤는데, 강익하는 김구에게 한문을 배웠다고 한다.
1911년 데라우치 마사타케 총독 암살모의로 김구가 구속되자 강익하는 경성법학전문(현 서울법대)에 입학했다.
해주지방법원 판임관으로 근무하던 1919년, 3·1운동으로 수많은 조선인이 구속돼 재판을 받고 있을 때였다. 황해도 연안 출신의 경성여고보생이던 황온순이 검사정의 질문에 불리한 답변을 하고 있었다. 강익하는 재판에 유리하게 통역을 해줘 그녀가 풀려나도록 했다. 이때부터 강익하는 그녀가 중국으로 유학을 갔을 때도, 귀국해 이화여전에 입학한 후에도 따라다녔다. 8년 동안의 집념에 감동한 그녀는 결국 결혼을 승낙하고 1928년 자신이 설립한 화광유치원에서 결혼식을 올렸다.
1946년 6월 이승만이 전라북도 정읍군에서 단독정부 수립론을 말할 때 김구는 탈장증으로 용산 성모병원에 입원 중이었다. 김구의 제자였던 강익하는 성모병원에 입원한 김구를 문병하고 3백만 원의 수표를 정치자금으로 건넸으나, 김구는 국사에 쓰일 돈이라면서 이승만에게 드려서 쓰게 하라며 돈이 필요하면 자신은 이승만에게 얻어쓸 것이라며 사양하였다. 강익하는 김구에게 3백만 원을 제출하기 전, 이승만에게도 5백만 원의 정치자금을 전달하기도 했다.
1946년 순수 토종 보험사 설립의 필요성을 역설하며 한국 국내 자본에 의해 설립된 최초의 보험생명사인 대한생명을 창설하였다. 초기에는 회사명을 결정할 때 ‘한국생명’이라는 사명(社名)이 거론됐지만, 그는 광복 직후라는 점을 들어 ‘대한독립 만세’의 이미지를 부각할 수 있는 대한생명으로 결정했다.
부인 황온순은 휘경학원을 설립하고 원불교 종사를 지내기도 하였다. 그녀는 이승만에게는 이화장을 제공하였으며, 또한 ‘전쟁고아의 어머니’로 국민훈장 동백장을 받았다.

### 이력
- 1907년 보강학교에서 수학.
- 1911년 경성법학전문(현 서울법대)에 입학.
- 1919년 3·1운동 이후 해주지방법원 판임관 근무를 사직하고, 인천미두장으로 전직하였다.[5]
- 1927년 서선전기주식회사 설립 및 같은 회사 상무취체역으로 부임.
- 1932년 조선취인소가 출범하자, 인천에는 강익하상점, 경성에는 금익증권 개점. 강익하는 '기정미총람'과 '익정보'를 발간하며, 일본인 미두업자에 비해 한발 앞선 정보력과 영업력을 보였다. 미두와 주식으로 큰돈을 번 강익하는 수해 때마다 기부자 명단에서 빠지지 않는 등 학교와 사회에 기부도 많이 했다.[5]
- 1945년 12월 3.1동지회 정경부 부원[2]
- 1945년 12월 보국기금 실행위원
- 1946년 한국 최초의 민간보험사인 대한생명 창설.
- 1947년 12월 유엔조선단 환영준비위원회 위원[2]

## 같이 보기
- 상공회의소
- 김구

## 가계
- 부인 : 황온순(黃溫順)[6]